# Salsola nigrescens
Salsola nigrescens är en amarantväxtart som beskrevs av Inez Clare Verdoorn. Salsola nigrescens ingår i släktet sodaörter, och familjen amarantväxter. Inga underarter finns listade i Catalogue of Life.